# قصر العدل (باريس)

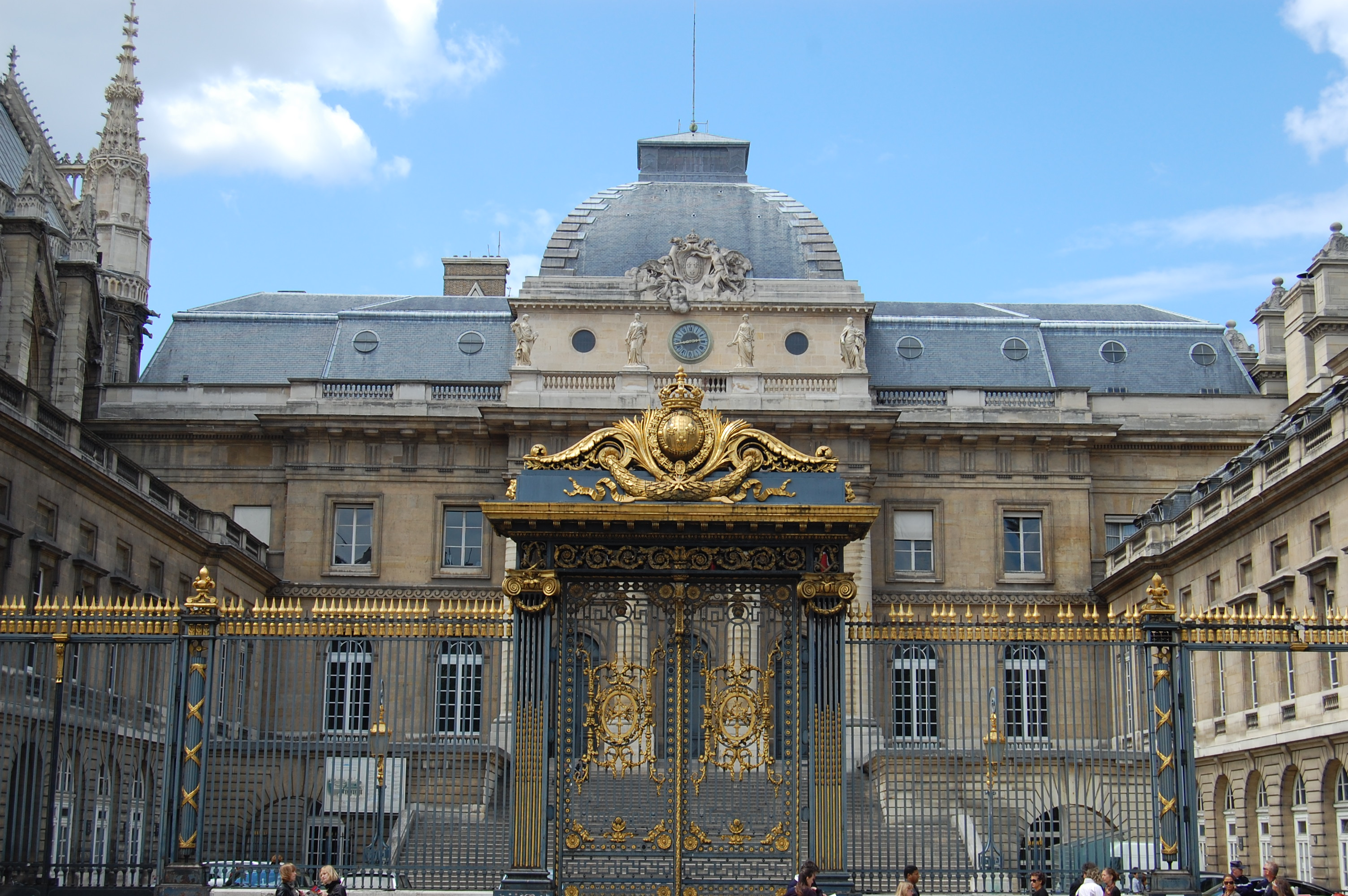
قصر العدل في باريس

قصر العدل في باريس (بالفرنسية: Palais de Justice)‏ هو مبنى يقع في جزيرة المدينة Île de la Cité في وسط باريس

## الوصف
يكاد يواجه بلدية باريس ، وهو يضم داخله لا سانت شابل Sainte-Chapelle وهى كنيسة صغيرة خاصة ترجع إلى القرن الثالث عشر (الملك القديس لويس) والتي تعد من أجمل تحف الفن القوطى المعمارية، بالإضافة إلى الكونسيجري La Conciergerie, ولقد ظل مقرا للقيادات الإدارية في العهد الومانى وفي زمن سلالة الملوك الميروفنجيين... 

## القصر كمكان للعدالة
إلا أنه لم يصبح مقرا (للعدل) إلا بعد التمرد الباريسي 22/2/1358 الذي قاده إيتان مارسيل... ودخول المتمردين إلى قاعة ولى العهد (الذي سيصبح شارل الخامس فيما بعد) المشرف على شؤون المملكة أثناء غياب أبيه جان (الطيب) السجين في إنجلترا، وقيام المتمردين بذبح المستشارين امام عينيه.. وبحيث فضل (الملك) التخلى عن المكان المشئوم ليصبح مقرا للبرلمان (واعضاء البرلمان في تلك الفترة هم أيضا من يشكل المحكمة العليا), وقد كان الملك في الأصل هو القائم بتسمية أعضاء البرلمان... إلا أن الملك فرانسوا الأول (1522) قام بسبب ضائقة مالية، ببيع (حق) العضوية نقدا، لتصبح ملكية وراثية، وبقيام الثورة، أعيد تنظيم القضاء، وأخذت المحاكم اماكنها في المبنى العتيق وأطلق عليه منذ ذاك اسم (قصر العدل), وأدت حرائق حكومة (الكومون) إلى تدمير مكاتب التسجيل المدنى.. وتمت بعدها صيانة المبنى، وترميم الواجهة المطلة على ميدان دوفين والجناح المحادى لرصيف اورفيفر وعدد من التعديلات الداخلية الهامة، ويتبين جمال القصر الهندسي وعظمته بوجه خاص حين تراه من جسر اوشانج Pont au Change بساعته المذهبة، وأبراجه الثلاثة المطلة على رصيف النهر.

## معالمه
لا سانت شابيل: تعتبر لاسانت شابيل (أو الكنيسة الصغيرة المقدسة) من أجمل المعالم الدينية المسيحية في باريس دون أدنى شك. وكان الإمبراطور (بودوان) ، قد قام برهن تاج المسيح الشوكى للحصول على قرض من البندقية، إلا أنه لم يستطع تسديده. فقام القديس لويس بتسديد الدين، وhستعادة التاج في سنة 1239, وبنيت الكنيسة في الأصل لإيواء التاج، وأستغرق تشييدها فترة قصيرة نسبيا من الزمن (22 شهرا) . إلا أن الثورة بعد قيامها، hستخدمتها كمخزن للأرشيف، وبدأ العمل في ترميمها من 1841 إلى 1867, وهى تتميز بزجاجياتها الزخرفية الجميلة والعديدة والملونة، والتي تعتبر من أقدم الزجاجيات الزخرفية في باريس، ويمكن زيارة الكنيسة أثناء زيارة قصر العدل، فهى توجد داخله.
لا كونسيرجرى: ترجع إلى عهد فيليب لوبل (نهاية القرن 13 وبداية القرن 14) والاسم مشتق من كلمة كونسيرج Concierge وهو لقب الحاكم بأمر الملك والمسئول عن المكان (أي حارس المكان) وبحيث أصبحت الكلمة تعنى حاليا (حارس المبنى، أو الغفير), وتحتل الكونسيرجرى الجناح الأيمن من قصر العدل وتتكون من عدد من القاعات والزنازن. وكانت تعتبر منذ القرن 16 كسجن الدولة الذي سجنت فيه الثورة عدد من الشخصيات البارزة المحكوم عليها بالإعدام (مارى أنطوانيت والسيدة إليزابيث أخت الملك والشاعر أندريه شنييه), ويمكنك الدخول إلى المكان عبر مدخله الخاص على رصيف النهر في العنوان التالى:
1 Quai de l'Horloge 75001 Paris.

## اقرأ أيضاً
- بلدية باريس

1. 1 2 3 4  مذكور في: قاعدة ميريمي. لغة العمل أو لغة الاسم: الفرنسية. الناشر: وزارة الثقافة الفرنسية.